# Schloss Junkernhees

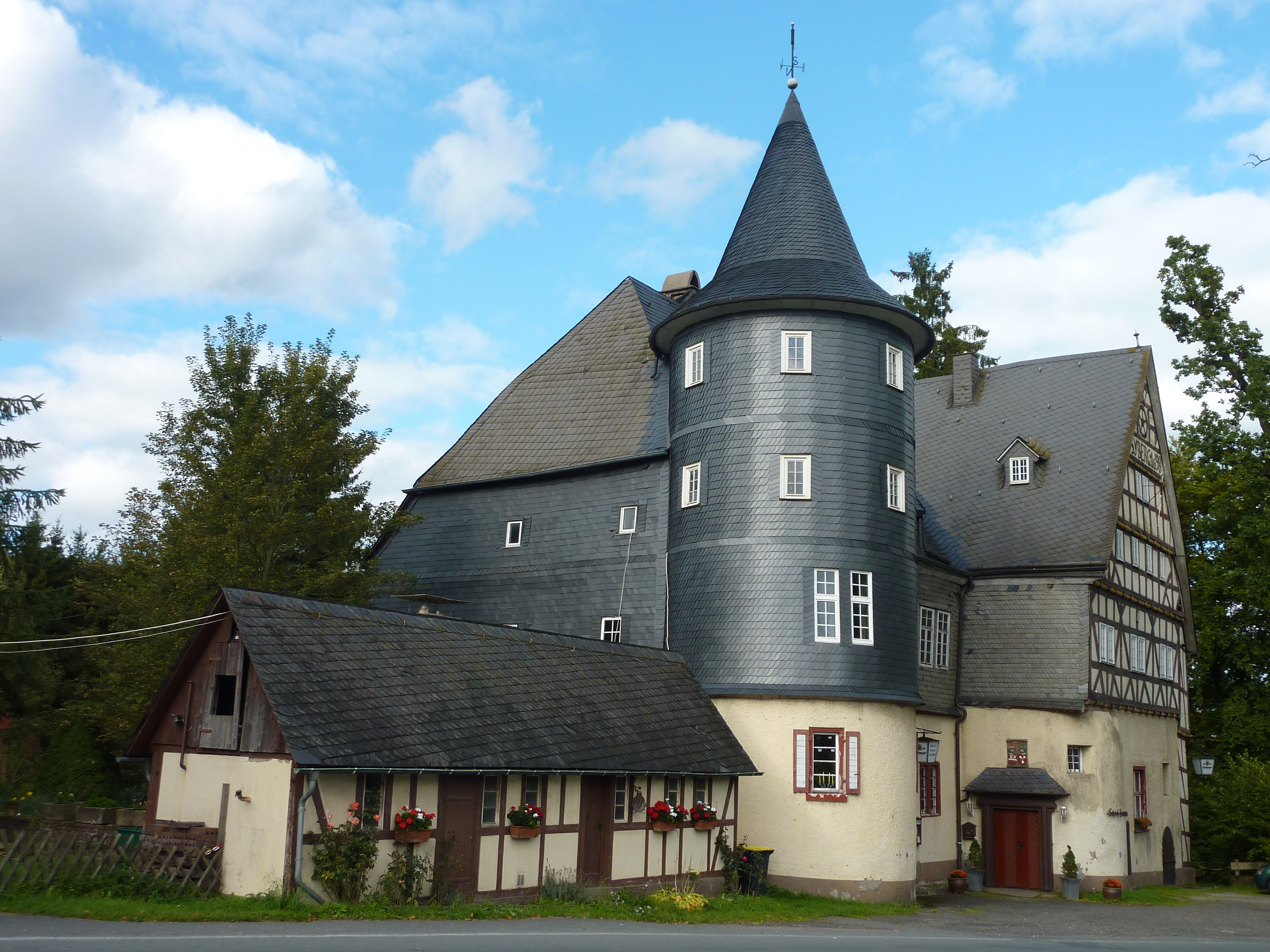
Schloss Junkernhees, 2010

Das Schloss Junkernhees (auch Haus Junkernhees) ist ein Renaissanceschloss in der nordrhein-westfälischen Stadt Kreuztal im Siegerland. Es steht im gleichnamigen Kreuztaler Ortsteil Junkernhees. Teile des Schlosses gehen in ihrer heutigen Form auf das Jahr 1523 zurück, als das Gebäude vom Herrn von und zu der Hees, Ritter Adam, als Wasserburg erbaut wurde; andere Um- und Erweiterungsbauten sind aus dem Jahr 1698.

## Geschichte

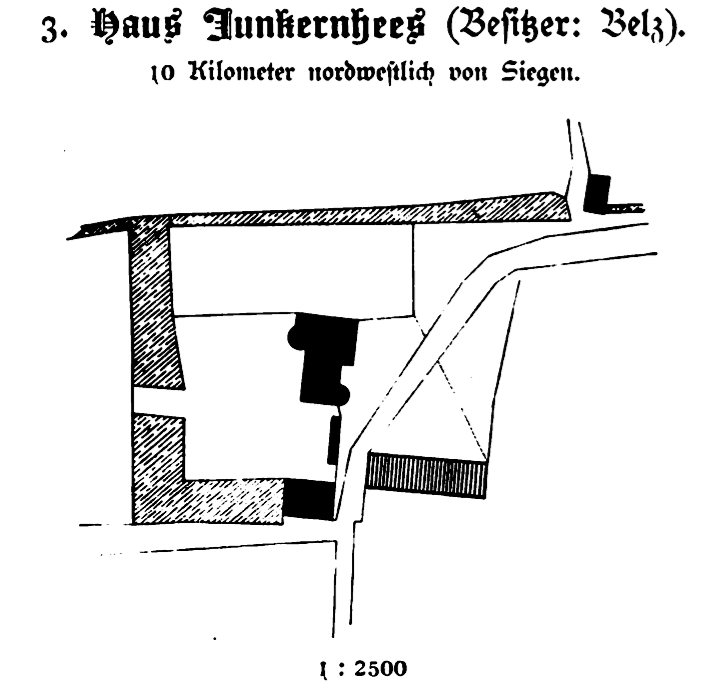
Lageplan von Schloss Junkernhees im frühen 20. Jahrhundert

Das Gelände von Junkernhees liegt im Bereich der Wasserscheide zwischen den Fließgewässern Ferndorfbach und Bigge. Das Grundstück befindet sich auf der Schieferbank eines etwa 300 m ü. NHN gelegenen Bergsporns des 375 Meter hohen Katzenhain, der mit leichtem Gefälle hochwassergeschützt ins Tal des Heesbachs hineinragt. Gegen Ende des 13./Anfang des 14. Jahrhunderts wurde das sumpfige Gelände einiger Täler der Gegend trockengelegt und neue Handelsstraßen entstanden. Durch das Tal des Heesbachs führte eine Straße Richtung Oberholzklauer Schlag, ein Grenzübergang in der Landwehr Kölsches Heck. Dort stieß diese Heestalstraße auf die Altstraße zwischen den Städten Siegen und Köln.
Die Adelsfamilie derer von der Hees stammt der Forschung zufolge aus der Gegend um die Stadt Attendorn im kurkölnischen Westfalen. Im Jahr 1294 hatte die Familie über den Kauf eines Anteils am Zehnten der Stadt Netphen erstmals Rechte an Siegerländer Grundbesitz und damit politischen Einfluss erworben. Weitere Käufe von Landrechten durch das Adelsgeschlecht von der Hees, zwischen Ferndorfbach und dem Fluss Sieg, sind für das Jahr 1362 belegt.

## Vorgängerbauwerk Heesburg
Am strategisch günstig gelegenen Standort im Heestal ist ein befestigter Landsitz, die Heesburg, erstmals für das Jahr 1372 urkundlich belegt: Am 28. Juni 1372 bestätigten der Ritter Gottfried III. von der Hees und seine Frau Meckel in einer Urkunde, das Haus „zur Hese“ samt Wassergraben von Graf Johann I. von Nassau als Lehen erhalten zu haben. Im Gegenzug wurde dem nassauischen Grafen das Öffnungsrecht für das Haus gewährt. In den darauf folgenden knapp 100 Jahren wechselte die Heesburg mehrmals den Besitzer. 1468 wurde das Lehnsverhältnis zwischen den Nachfahren – Graf Johann IV. von Nassau (1410–1475) und Philipp von der Hees – zu den Bedingungen von 1372 erneuert, ein weiteres Mal 1476 mit Johann V. von Nassau (1455–1516).

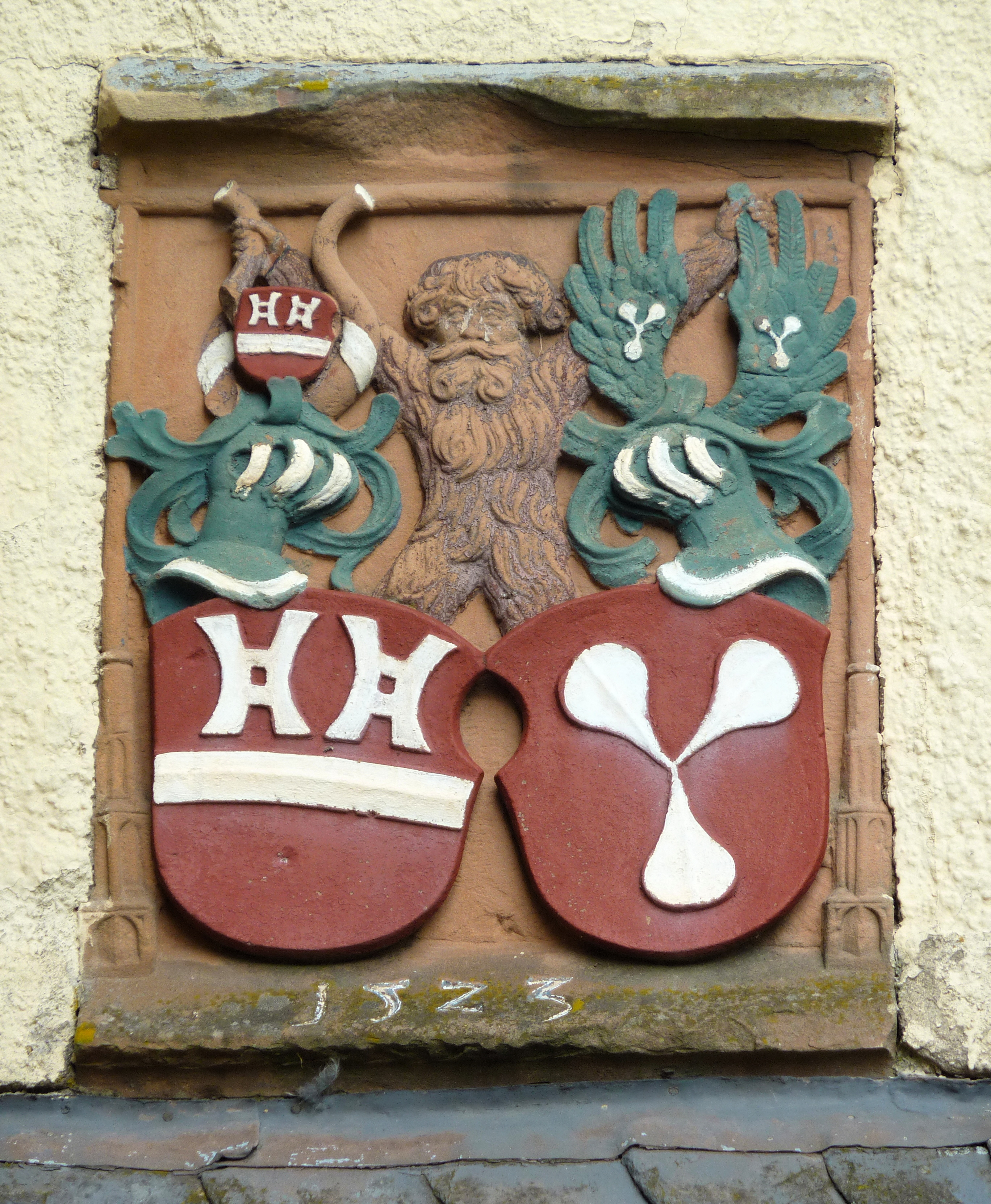
Wappenstein von Adam von der Hees und seiner Frau Margaretha Schutzbar

## Bau- und Eigentümergeschichte von Schloss Junkernhees
Das Schloss Junkernhees in seiner in Teilen bis heute erhaltengebliebenen Form wurde im ersten Viertel des 16. Jahrhunderts vom jüngeren Sohn Philipps, Adam von der Hees (1475–1531), in etwa 250 Metern Entfernung zur älteren Heesburg erbaut. Das Jahr des Beginns und die Dauer der Bauarbeiten können heute nicht mehr genau festgestellt werden; der Baubeginn wird auf etwa das Jahr 1514 geschätzt. Der Einzug der Besitzer erfolgte am 1. Dezember 1523; die Inbesitznahme des Neubaus wurde mit einem über dem Portal angebrachten Wappenstein mit den Wappen von Adam von der Hees und seiner zweiten Ehefrau Margaretha Schutzbar dokumentiert. Im 16. Jahrhundert war Schloss Junkernhees eine aus Bruchsteinmauerwerk bestehende Wehrburg mit vier Türmen, Schießscharten und Wassergraben.

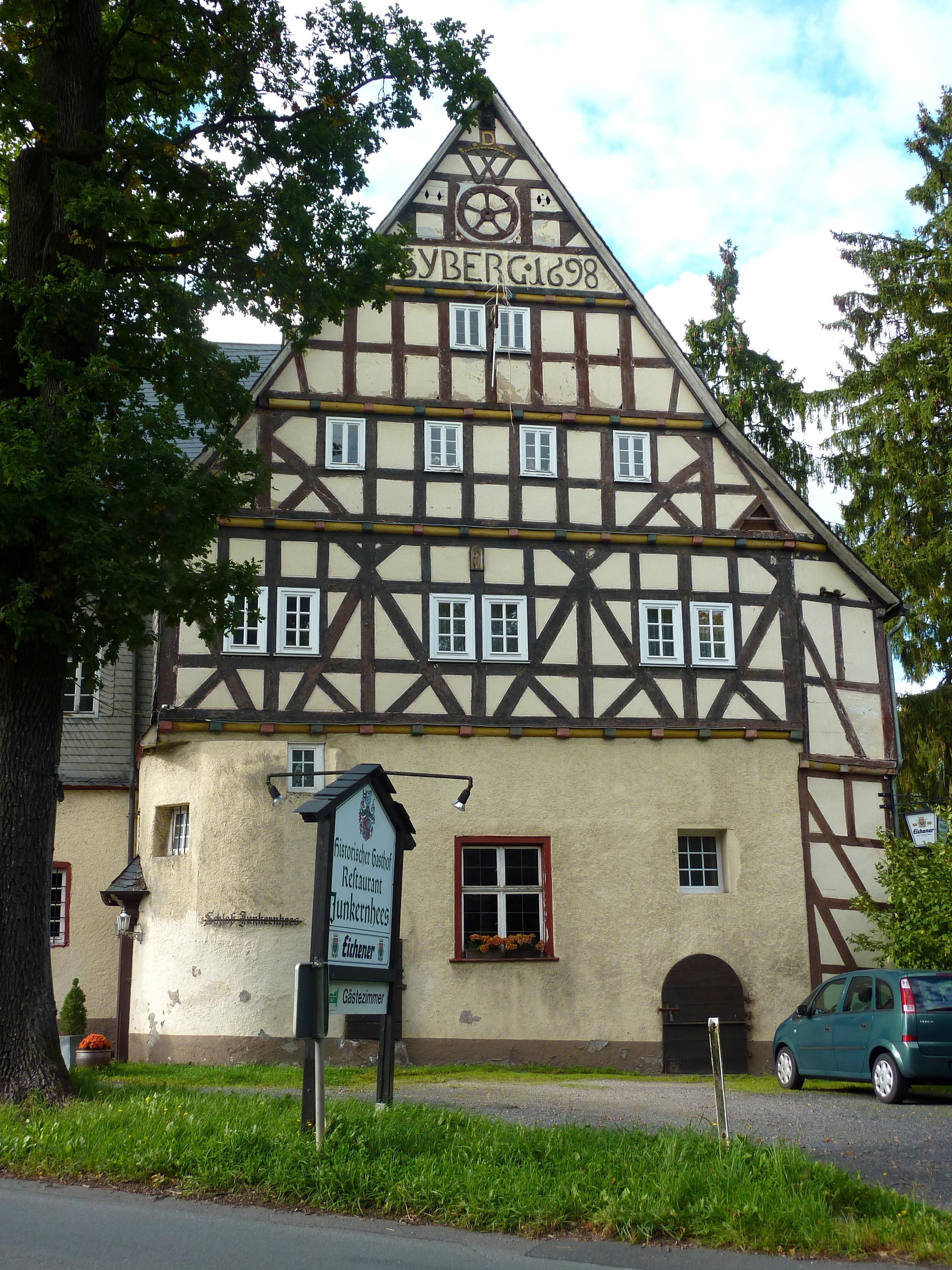
Fachwerkgiebel von 1698

Das Eigentum der Adelsfamilie von der Hees endete mit dem Tod von Johann Stephan von und zu der Hees (1615–1634), Urenkel von Adam von der Hees. Neue Besitzerin wurde die Tochter Johann Stephans, Anna Maria, die vor 1650 den Junker Heinrich von Syberg zu Schwerte heiratete. Aus dieser Zeit ist erstmals der neue Name des Anwesens, Junkernhees dokumentiert.
Im Jahre 1698 wurde der reine Wehrcharakter von Junkernhees aufgegeben. Das Hauptgebäude wurde um einen Fachwerk-Aufbau auf Bruchstein-Sockelgeschoss mit zwei großen Dachgiebeln erweitert. Die Inschrift des einen Giebels, „D W Syberg 1698“ mit Abbildung eines fünfspeichigen Rades weist auf den Junker Dietrich Wilhelm von Syberg (1650–1742) als Bauherren hin. Das Haus gilt heute als eines der ältesten erhalten gebliebenen Häuser dieser Bauweise im Siegerland.

## Heutige Nutzung
An Nebengebäuden sind die ehemalige Branntweinbrennerei und die ehemalige Mühle aus dem Jahre 1796 erhalten geblieben. Beide werden heute als Wohngebäude genutzt. Von 1971 bis 2011 befanden sich in dem denkmalgeschützten Gebäude ein Hotel und Restaurant. Der Rundturm wurde 1999 restauriert. In unregelmäßigen Abständen fanden im Schloss auch Kunstausstellungen statt. Nach Informationen der Siegener Zeitung lagen Pläne vor, das Schloss bis Anfang 2012 an einen Investoren zu veräußern, der es in ein Hotel mit 100 Zimmern umwandeln wollte. Da dies nicht umgesetzt werden konnte, und dem leerstehenden Gebäude durch die Nichtbenutzung der Verfall drohte, gründete sich 2014 ein Verein zur Erhaltung von Schloss Junkernhees. Der eingetragene Verein kümmert sich seitdem um die Instandsetzung. Die nötigen finanziellen Mittel werden durch Mitgliedsbeiträge, Spenden und verschiedene Veranstaltungen generiert, darunter Bürgerfeste und Musikfestivals, sowie der alle zwei Jahre stattfindende Tag des offenen Denkmals.